# Nafia Kuş
Nafia Kuş (20 febbraio 1995) è una taekwondoka turca.

## Palmarès
- Mondiali

Čeljabinsk 2015: bronzo nei +73 kg.
Manchester 2019: bronzo nei 73 kg.
Baku 2023: oro nei +73 kg.
- Europei

Montreux 2016: argento nei +73 kg.
Kazan' 2018: oro nei 73 kg.
Manchester 2022: bronzo nei +73 kg
Belgrado 2024: argento nei +73 kg.
- Giochi europei

Cracovia 2023: oro nei +73 kg.
- Giochi del Mediterraneo

Tarragona 2018: bronzo nei +67 kg.
Oran 2022: oro nei +67 kg.